# Dina Štěrbová
Dina Štěrbová (* 22. dubna 1940 Bratislava), rozená Margita Schochmannová, je československá horolezkyně slovenského původu, která zdolala dvě osmitisícovky, Čo Oju a Gašerbrum II. Od roku 2006 se věnuje humanitárnímu projektu v odlehlé oblasti pákistánské provincie Gilgit-Baltistán.

## Osobní život
Margita Schochmanová se narodila v roce 1940 v Bratislavě. Zde absolvovala základní školu, gymnázium a po maturitě chtěla studovat medicínu. V letech 1958 až 1963 vystudovala odbornou matematiku, specializaci matematická analýza na Přírodovědecké fakultě Univerzity Komenského. V letech 1964 až 1992 vyučovala matematiku na Přírodovědecké fakultě Univerzity Palackého v Olomouci.
 Její manžel byl známý zoolog, ekolog, emeritní profesor Univerzity Palackého, cestovatel a spisovatel Otakar Štěrba.

## Výstupy
Asi 300 výstupů provedla v Tatrách. V Alpách to byly výstupy např. v masívu Civetta, Torre Venezia a Piz Badile. Zúčastnila se výpravy Harámoš 1970, Pamír – Pik Lenina 1976. V roce 1977 stanovila československý ženský výškový rekord výstupem na hindúkušský Nošak (7 492 m n. m.). V roce 1978 vystoupila v Pamíru v ženském družstvu na štít Korženěvské. V roce 1980 vedla ženskou expedici na Manáslu. Dvě účastnice této expedice, Božena Marušincová-Nývltová a Jana Koukalová, vystoupily na severní vrchol (7 056 m n. m.). V roce 1984 zdolala společně s Češkou Věrou Komárkovou, která žila po roce 1968 v USA, vrchol Čo Oju, čímž posunula československý ženský výškový rekord. Jednalo se zároveň o první československý a první ženský výstup na tuto horu vůbec. Výkon proběhl částečně s kyslíkem (přístroj záhy přestal fungovat) a s horolezkyněmi cestu vystoupili šerpové Norbu a Ang Rita (ten byl celkově desetkrát na Mount Everestu).
V roce 1988 vystoupila spolu s Lívií Klembarovou na Gašerbrum II, ačkoliv výprava vedená Róbertem Gálfym neměla na výstup povolení a vedoucí s touto změnou plánu nesouhlasil. Dina Štěrbová se poté hájila tím, že získala povolení od francouzské výpravy. Dvěma pákistánským styčným důstojníkům se výstup podařilo zlegalizovat dodatečně.
V letech 1991 a 1992 se neúspěšně pokoušela o Mount Everest. V roce 1994 vedla expedici na Broad Peak. Nejprve zde na plicní edém zahynul B. Bílek, a když vyřizovala formality v Islámábádu, na hoře zahynul A. Himer, s nímž se odtrhla převěj, a výprava definitivně skončila. Naposledy se ještě pokusila zdolat Nanga Parbat.

## Humanitární projekty
Od roku 2006 spolupracuje s Vítězslavem Dokoupilem na humanitárním projektu Czech Hospital v pákistánském Karakorumu (západní Himálaj). Je to modelový projekt zlepšení životní situace v extrémních podmínkách vysokohorských himálajských vesnic. Vyvezli, postavili a od roku 2007 provozují horskou nemocnici ve vesnici jménem Arandu v údolí Basho pod ledovcem Čhogo-Lungma. Každým rokem zajišťují léky na roční provoz nemocnice. Udržují a rozšiřují vybavení nemocnice: EKG, ultrazvuk, kyslíková jednotka, defibrilátor, autokláv, diagnostické přístroje, mikroskop, chirurgické vybavení a počítač pro digitalizaci evidence zdravotních výkonů, evidence pacientů a vydaných léků. V roce 2010 vybudovali fotovoltaickou elektrárnu na střeše budovy a sluneční ohřev vody. Kromě zajišťování provozu samotné nemocnice Czech Hospital vybudovali záchrannou službu v podobě dvou terénních vozidel, které slouží k odvozu těžce nemocných pacientů do státní nemocnice ve městě Skardu. V Arandu rekonstruovali vodovodní řád včetně jímacího jezírka u pramene. Opravili 20 km nejhorší části "jeepové" cesty mezi vesnicemi Arandu a Doko, zrekonstruovali tři životně důležité mosty, vybudovali tři vodovody na vysokohorských pastvinách vysoko nad ledovcem Chogo-lungma, rozšířili místní základní školu na dnešní kapacitu 100 dětí. Pro zlepšení a zmírnění dřiny darovali vesnici traktor s příslušenstvím a mlátičku, která odstranila dřinu lidí a zvířat (jaků a krav). Ve vesnici Arandu vybudovali dům (tzv. staff house) sloužící pro ubytování inspekčních lékařů případně personálu. V roce 2012 po devastujícím stržení zavlažovacího kanálu sesuvem půdy, zatrubnili jeho kritickou části v délce cca 300 m. V listopadu 2018 se po čtyřech letech podařilo ve Skardu dokončit internát pro 35 žáků, aby i děti z Arandu mohly absolvovat střední školu ve městě.

## Dílo
- Dina Štěrbová: Čo Oju - tyrkysová hora, Olympia Praha 1988, 1. vydání, 208+48 stran, 41 000 výtisků, 27-063-88
- Dina Štěrbová, Otakar Štěrba: Putování po kanadských řekách 1991
- Dina Šterbová: Die Männerwelt der hohen Berge, Auensee Verlag, 1996
- Dina Štěrbová: Svět Himálaje, CD kniha, Oberro media, 1999
- Dina Štěrbová: Touhy a úděl: první ženy na osmitisícovkách, vydali Dina a Otakar Štěrbovi, 2014, 1. vydání, 347 stran, ISBN 978-80-904963-1-6
- Dina Štěrbová: Tęsknota i przeznaczenie, Stapis, 2016

## Ocenění
- Medaile Za zásluhy 1. stupně, udělil prezident Petr Pavel
- Stříbrná medaile předsedy Senátu Parlamentu České republiky (2023)
- Cena města Olomouce za rok 2008 v oblasti sport[6]